# Ommastrephidae
Ommastrephidae је породица главоножаца.

## Карактеристике
Тело им је издужено и витко. Дуж задње трећине тела су бочна пераја, троугластог облика. Врсте могу бити мале, око 10 цм или велике до једног метра. То су мишићаве лигње, међу најбољим пливачима у оквиру групе главоножаца, које су често доминантне по својој величини у океанима, повремено у сублиторалној зони. Бројне врсте ове породице су комерцијалне.

## Врсте
- Потпородица 
  - Род
- Потпородица 
  - Род 

  - Род 

  - Род 

  - Род 

  - Род 

  - Род
- Потпородица 
  - Род 

  - Род 

  - Род 

  - Род Todaropsis